# Zakaukaska Demokratyczna Republika Federacyjna
Zakaukaska Demokratyczna Republika Federacyjna (ros. Закавказская демократическая федеративная республика) – krótko istniejące państwo na Kaukazie.
Po rewolucji lutowej Rząd Tymczasowy utworzył Specjalny Komitet Zakaukaski do administrowania regionem. Po rewolucji październikowej zastąpiono go Komitetem Zakaukaskim.
10 lutego 1918 roku zebrał się zdominowany przez mienszewików Sejm Zakaukaski, który ogłosił powstanie niepodległej Zakaukaskiej Demokratycznej Republiki Federacyjnej. Przywódcą republiki został Gruzin Nikola Czcheidze.

Sprzeczność interesów poszczególnych grup etnicznych zamieszkujących republikę, spowodowała secesję Gruzji 26 maja 1918 roku. 28 maja 1918 roku Armenia i Azerbejdżan powołały oddzielne rządy, co oznaczało de facto likwidację republiki.

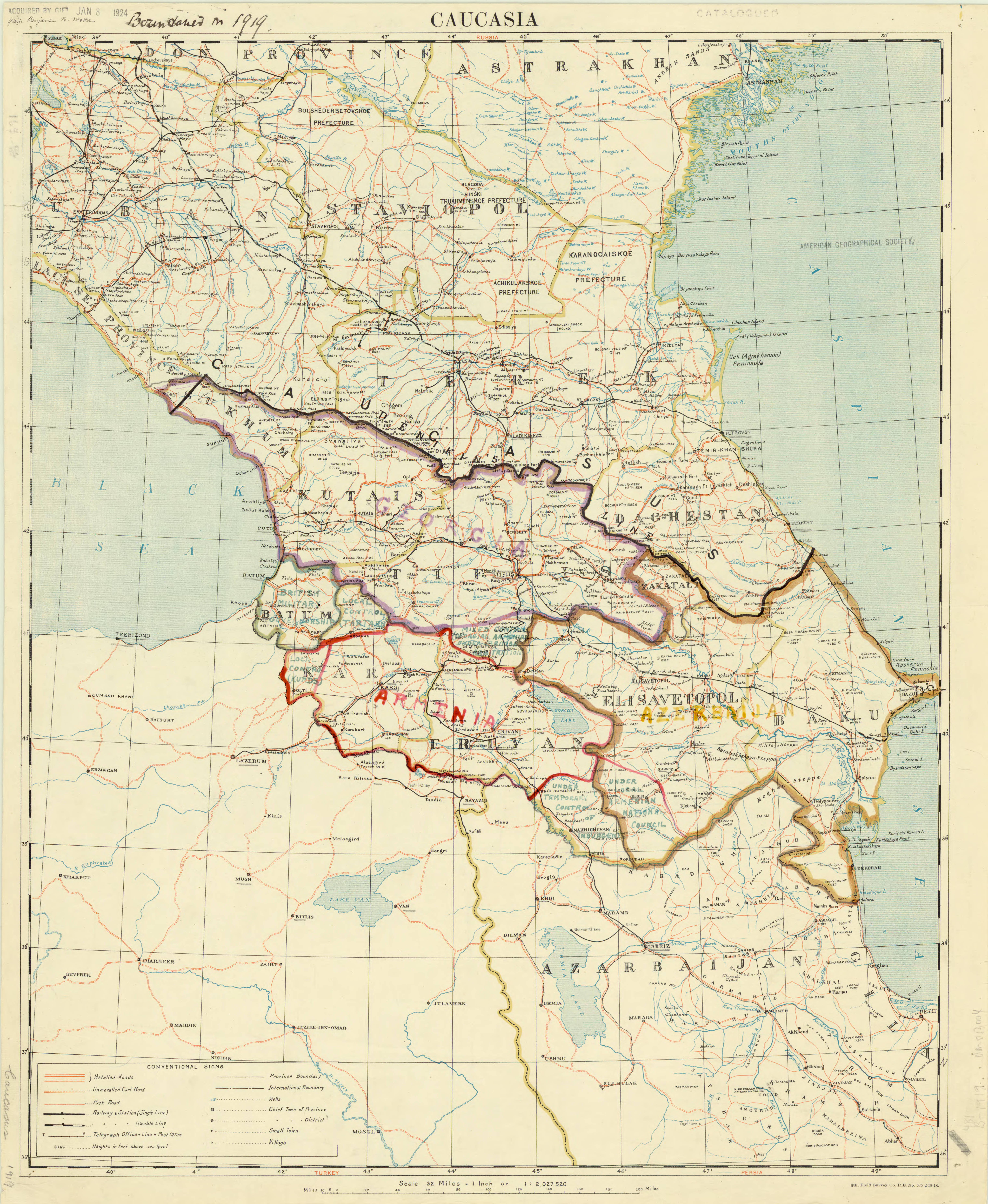
Mapa brytyjska z 1918 r.
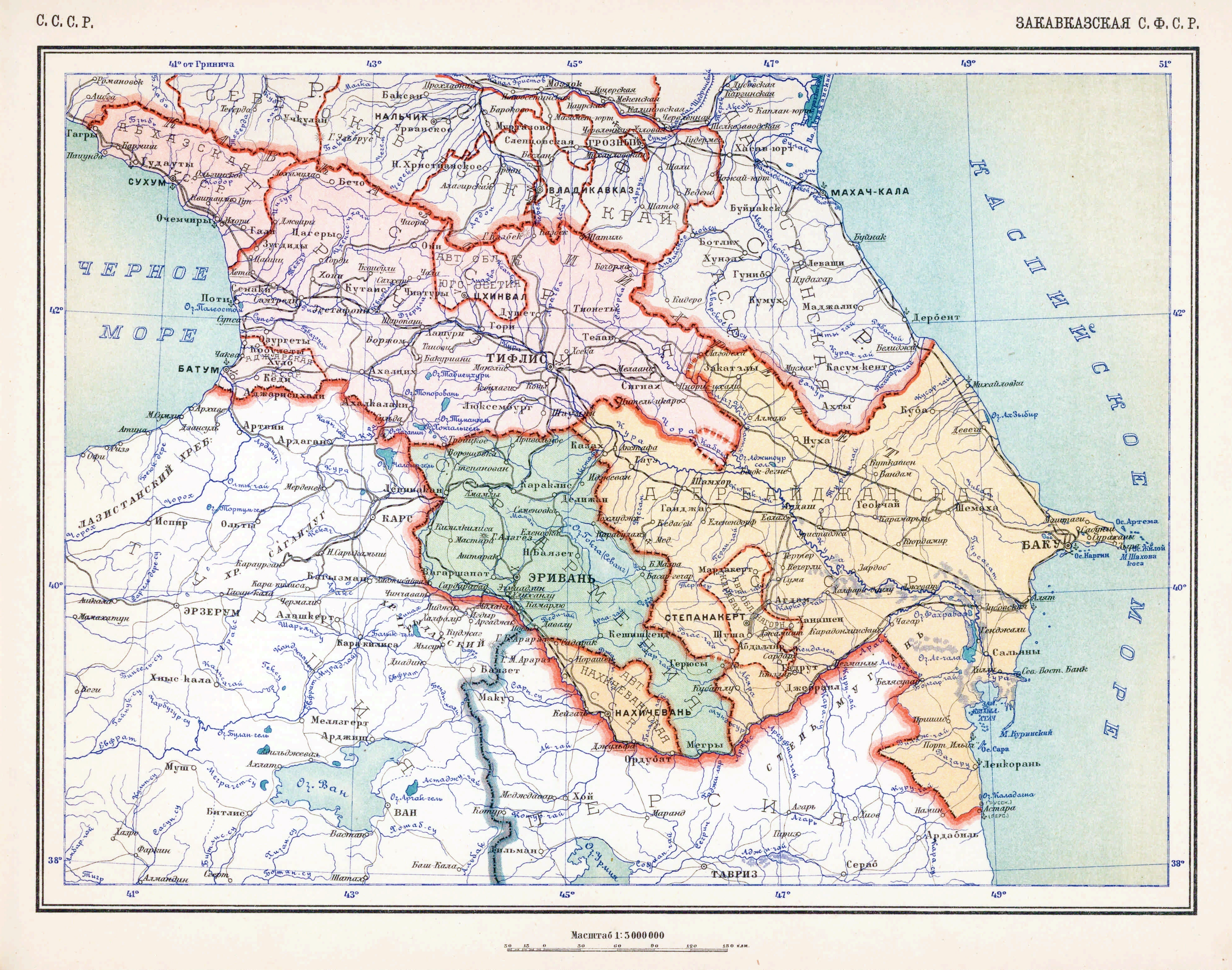
Mapa Zakaukazia z 1928 r.